# Festival du film britannique de Dinard 2001
Le Festival du film britannique de Dinard 2001 s'est déroulé du 4 au 7 octobre 2001. C'est la 12e édition du Festival du film britannique de Dinard.

## Jury
|  | Nom                               | Qualité     | Nationalité |
|  | --------------------------------- | ----------- | ----------- |
|  | Emily Watson (présidente du jury) | actrice     | Royaume-Uni |
|  | Michel Alexandre                  | scénariste  | France      |
|  | Daniel Craig                      | acteur      | Royaume-Uni |
|  | Nicole Croisille                  | actrice     | France      |
|  | Adrian Dunbar                     | acteur      | Royaume-Uni |
|  | Sophie Guillemin                  | actrice     | France      |
|  | Tchéky Karyo                      | acteur      | France      |
|  | Gary Lewis                        | acteur      | Royaume-Uni |
|  | Jean-Claude Narcy                 | journaliste | France      |
|  | Emily Woof                        | actrice     | Royaume-Uni |

## Films sélectionnés

### En compétition
- Kiss Kiss (Bang Bang) de Stewart Sugg
- Late Night Shopping de Saul Metzstein
- Lawless Heart de Tom Hunsinger et Neil Hunter
- Me Without You de Sandra Goldbacher
- On the Edge de John Carney
- The Warrior de Asif Kapadia

### Film d'ouverture
- Lucky Break de Peter Cattaneo

### Film de clôture
- Le Journal de Bridget Jones (Bridget Jones’s Diary) de Sharon Maguire

### Hommage
- John Gielgud

## Palmarès
- Hitchcock d'or : The Warrior de Asif Kapadia